# Vincenzo Pucitta

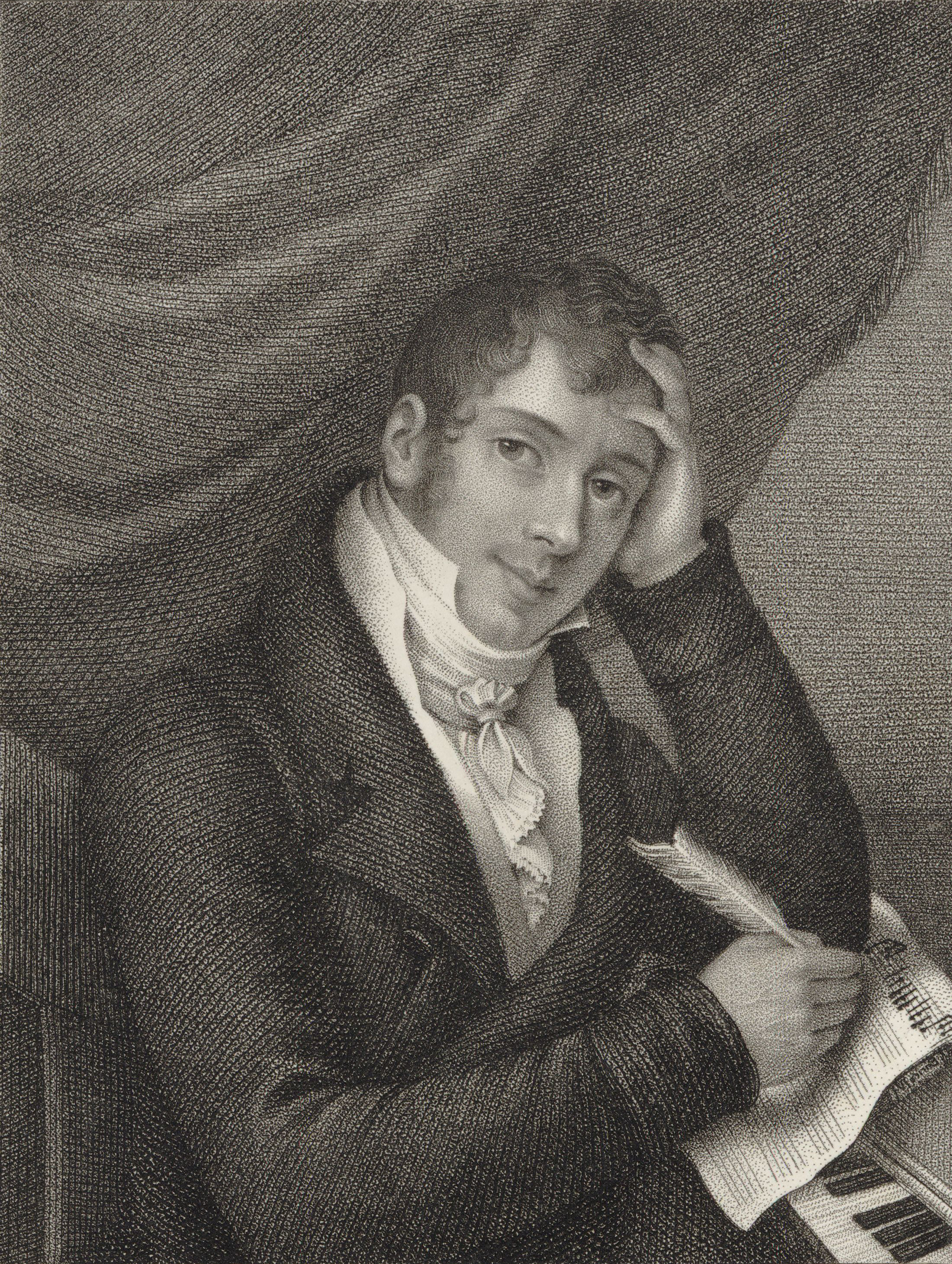
1812; grabado de James Anthony Minasi.

Vincenzo Pucitta, Pucita o Puccitta (Civitavecchia, 17 de febrero de 1778 – Milán, 20 de diciembre de 1861) fue un compositor italiano, hombre de teatro, pianista, maestro del bel canto, director de orquesta y editor de principios del ottocento. 

## Biografía
Era el primogénito de Filippo Antonio y Amalia Albert Visconte, de familia noble.
Estudió en el Conservatorio della Pietà dei Turchini de Nápoles; y trabajó en Italia, Lisboa, Ámsterdam y Londres donde de 1809 a 1814 dirigió el King's Theatre.

## Óperas
- Le nozze senza sposa (1800, Parma)
- Bianca de' Rossi (1800, Florencia)
- L'amor platonico (1800, Lucca)
- Il fuoruscito (1801, Milán)
- Teresa e Wilk (1802, Venecia)
- Werter e Carlotta (1802, Venecia)
- Il puntiglio (Furberia e puntiglio) (1802, Milán)
- La perfidia scoperta (1803, Venecia)
- Zelinda e Lindoro (1803, Venecia)
- Lauretta (1803, Padua)
- La burla fortunata ossia I due prigionieri (1804, Venecia)
- Lo sposo di Lucca (1805, Venecia)
- Andromaca (1806)
- Il marchese d'un giorno ovvero Gli sposi felici (1808, Livorno)
- La caccia di Enrico IV (1809, Londres)
- La vestale (1810, Londres)
- Il trionfo di Rosselane ossia Le tre sultane (1811, Londres)
- Adolfo e Chiara (1812, Turín)
- Ginevra di Scozia (1812)
- Boadicca (1813)
- Il feudatario (1813, Trieste)
- Aristodemo (1814, Londres)
- Gli due prigionieri ossia Adolfo e Clara (1814, Londres)
- L'orgoglio avvilito (1815, París)
- La principessa in campagna o Il marchese nell'imbarazzo (La principessa bizarra) (1817, París)
- Il maestro di cappella (1818, Trieste)
- La festa del villaggio (1822, Roma)
- La Fausse Agnès (1824, París)